# Премия Альбера Лондра

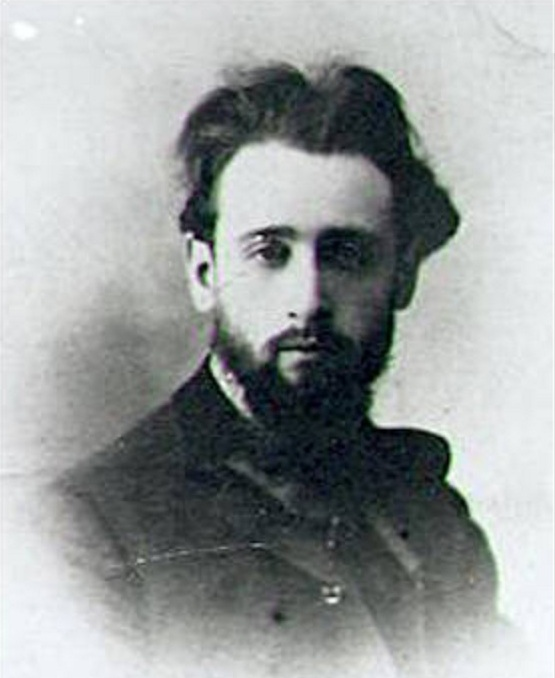
Альбер Лондр (1923 год, в возрасте 39 лет): это фото в различных графических вариантах является неофициальным символом премии.

Премия Альбе́ра Ло́ндра — французская премия для молодых (до 40 лет) журналистов и телерепортёров. Учреждена в 1932 году в память о погибшем французском журналисте Альбере Лондре, первое награждение состоялось в 1933. Изначально вручалась только в номинации «За лучший письменный репортаж», в 1985 добавлена номинация «За лучший телерепортаж».
Церемония награждения традиционно производится в различных городах мира, в каждом году в новом, отражая широкую географию репортажей самого Лондра. Летом 2002 года она впервые вручалась в России, в Москве. Церемонию 2016 года было решено проводить в Лондоне, в знак солидарности с Джулианом Ассанжем, который на момент выбора места проведения с 2012 продолжал укрываться в лондонском посольстве Эквадора.